# 莫里斯·勒科克
莫里斯·勒科克（法語：Maurice Lecoq，1854年3月26日—1925年12月16日），法国男子射击运动员。他曾代表法国参加1900年和1908年夏季奥林匹克运动会射击比赛，共获得一枚银牌和二枚铜牌。